# Giurcani, Vaslui
Giurcani este un sat în comuna Găgești din județul Vaslui, Moldova, România. Se află în sud-estul județului, în regiunea Moldova, România.

## Așezare
Satul Giurcani se află într-o zonă de dealuri joase, parte a Platformei Moldovenești, la circa 12 km sud de orașul Murgeni și 50 km de reședința județului, Vaslui. Este accesibil prin drumuri județene și comunale, fiind traversat de DJ244D.

## Istorie
Prima atestare documentară a localității datează din secolul al XVIII-lea. Satul a evoluat în perioada domniei fanariote și a fost inclus în ținutul Tutova, parte a vechiului Principat al Moldovei. După 1864, în urma reformei administrative, a fost integrat în comuna Găgești.

## Demografie
Potrivit recensământului din 2011, satul Giurcani avea aproximativ 900 de locuitori, majoritatea fiind de etnie română și de religie ortodoxă. Populația este în ușoară scădere, ca urmare a migrației spre orașe sau în afara țării.

## Economie
Economia locală este predominant agricolă, axată pe cultura cerealelor, a porumbului și a plantelor tehnice. Se practică de asemenea creșterea animalelor. În ultimii ani au fost accesate fonduri europene pentru modernizarea infrastructurii agricole și introducerea rețelei de apă potabilă.

## Educație și infrastructură
Satul dispune de o școală primară și o grădiniță. În ceea ce privește infrastructura, Giurcani beneficiază de electricitate, telefonie mobilă și parțial de rețea de apă curentă, însă nu are canalizare. Drumul de acces este asfaltat pe porțiuni, dar necesită lucrări de reabilitare.

## Cultură și religie
Locuitorii satului păstrează tradiții populare moldovenești, cum ar fi colindele de Crăciun, „bătuta” de Anul Nou și obiceiuri de nuntă și înmormântare. Satul are o biserică ortodoxă construită în secolul al XIX-lea, care servește drept centru spiritual pentru comunitate.

## Personalități locale
- Marin Rotaru – profesor și cercetător în domeniul agriculturii, autor de studii privind solurile și culturile cerealiere din zona de est a României.